# Embaixada da Ucrânia na Áustria

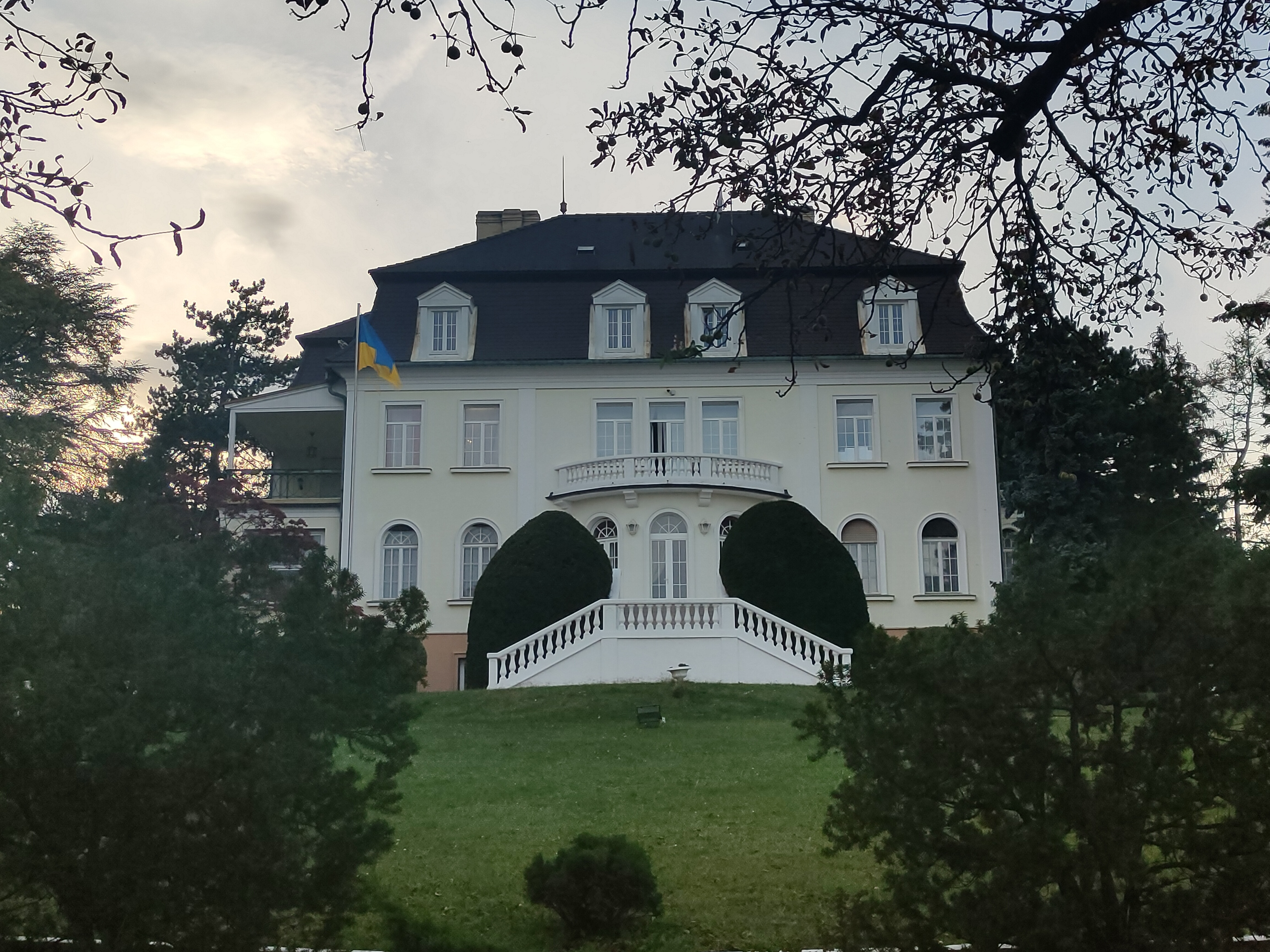
A Embaixada da Ucrânia na Viena

A Embaixada da Ucrânia na Áustria é a representação diplomática da Ucrânia na capital austríaca, Viena. A embaixada foi inaugurada em 3 de abril de 1992.
Nas cidades de Graz e Linz, a embaixada mantém consulados para apoio diplomático.

## Embaixadores
- Yurii V. Kostenko, 1992-1994

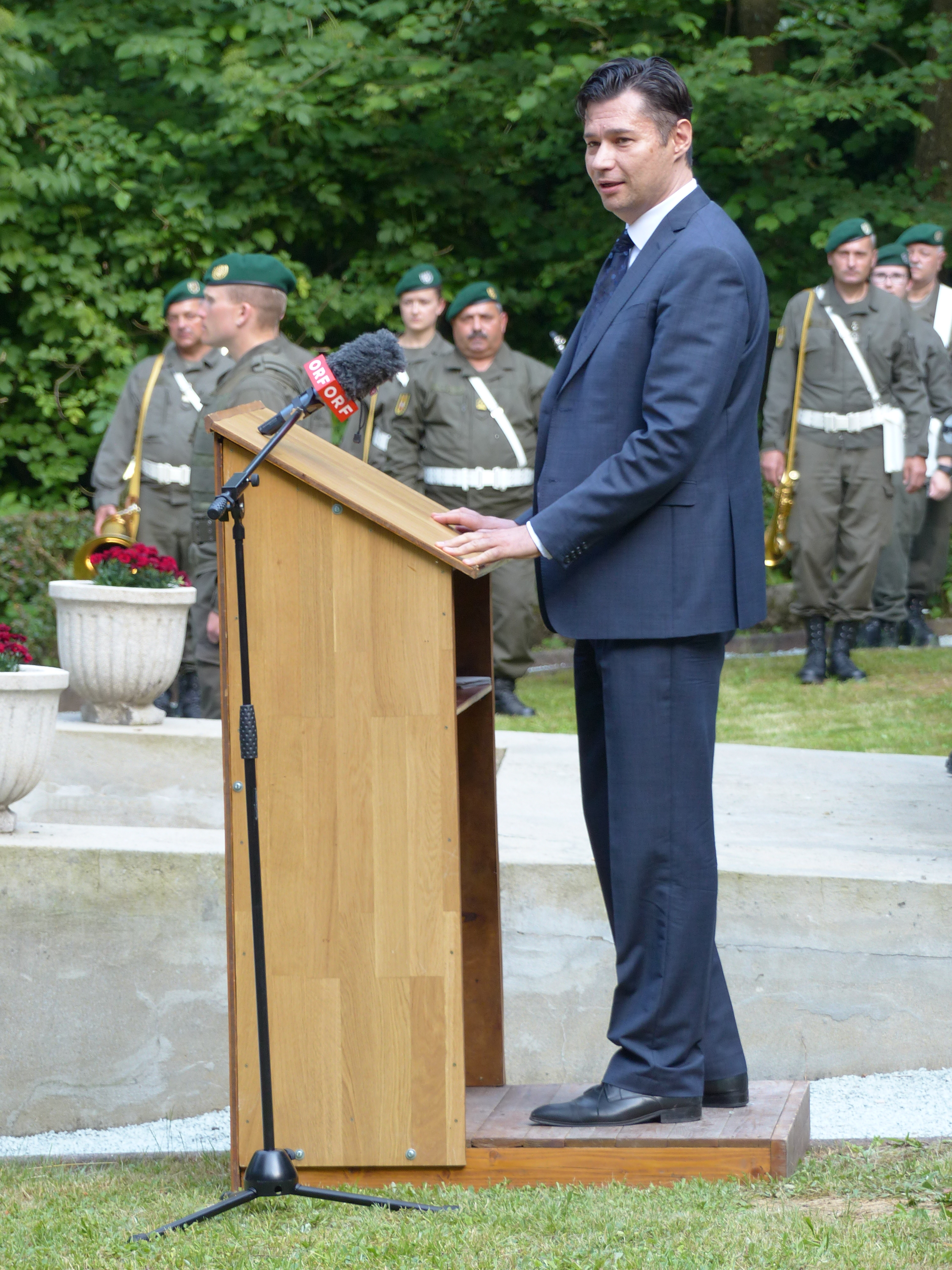
Serba Alexander Vasiljevic

- Nikolai Petrovich Makarevich, 1994–1999
- Volodymyr Ohryzko, 1999–2004
- Volodymyr Yelchenko, 2005–2007
- Cornobrivko Yevjen Mikolaiovyc, 2008-2010
- Berezni Andrij Viktorovic, 2010–2014
- Serba Alexander Vasiljevic, 2014–